# دیدار دوباره با بزرگراه ۶۱ (ترانه)
«دیدار دوباره با بزرگراه ۶۱» (به انگلیسی: Highway 61 Revisited) ترانه‌ای از باب دیلن موسیقی‌دان اهل ایالات متحده آمریکا است که سال ۱۹۶۵ در آلبومی به همین نام و همچنین به‌عنوان تک‌آهنگ منتشر شد.
مجلهٔ رولینگ استون سال ۲۰۰۴ بازدید از بزرگ‌راه ۶۱ را در رتبهٔ ۳۷۳ از فهرست «۵۰۰ ترانهٔ برتر تمام اعصار» جای داد.